# Nancy Farmer
Nancy Farmer (ur. 9 lipca 1941 w Phoenix) – amerykańska autorka książek dla dzieci i młodzieży.
Farmer urodziła się w Phoenix, w stanie Arizona. W 1963 ukończyła Reed College, później studiowała chemię i entomologię na Uniwersytecie Kalifornijskim w Berkley. Pracowała w Korpusie Pokoju (1963-65), a następnie w Mozambiku i Zimbabwe (gdzie studiowała biologiczne metody kontrolowania populacji muchy Tse-tse – 1975-78). Swojego przyszłego męża, Harolda Farmera, poznała na University of Zimbabwe. Ma jednego syna – Daniela.

### Powieści
- The Mirror (1987)
- Lorelei: The Story of a Bad Cat (1987)
- Do You Know Me (1993)
- The Ear, the Eye and the Arm (1994)
- A Girl Named Disaster (1996)
- The Warm Place (1996)
- Dom Skorpiona – tytuł oryginalny The House of the Scorpion (2002)
- Morze Trolli (2005) – tytuł oryginalny The Sea of Trolls (2004)
- Dziki ogień, kontynuacja Morza Trolli (2008) – tytuł oryginalny The Land of the Silver Apples (2007)
- Szkoła Bardów, kontynuacja Morza Trolli (2010) – tytuł oryginalny The Islands of the Blessed (2009)

## Nagrody
- 1995, Newbery Honor za The Ear, the Eye and the Arm (1994)
- 1996, National Book Award (U.S.) laureatka w kategorii literatura dziecięca, za A Girl Named Disaster (1996)
- 1997, Newbery Honor za A Girl Named Disaster (1996)
- 2002, National Book Award (U.S.), w kategorii literatura dziecięca, za ''Dom Skorpiona'' (2002)
- 2003, Newbery Honor za Dom Skorpiona (2002)
- 2003, Buxtehuder Bulle (Germany) za Dom Skorpiona (2002)
- 2003, Statuetka Printza za Dom Skorpiona (2002)